# Menneskehedens Svøbe
Menneskehedens Svøbe er en amerikansk stumfilm fra 1916.

## Medvirkende
- Howard C. Hickman som Ferdinand
- Herschel Mayall
- George Fisher
- Enid Markey som Katheryn Haldemann
- Lola May som Eugenie